# Sri-lankische Badmintonmeisterschaft 1955
Die Sri-lankische Badmintonmeisterschaft 1955 war die dritte Austragung der nationalen Titelkämpfe im Badminton in Sri Lanka. Sie fand in Colombo statt.

## Sieger und Finalisten
| Disziplin    | Gold                                    | Silber                                 |
| ------------ | --------------------------------------- | -------------------------------------- |
| Herreneinzel | Nagalingam Rasalingam                   | Raif Jansz                             |
| Dameneinzel  | Rita Bartholomeusz                      | C. J. Fernando                         |
| Herrendoppel | Peethamparam Sivalingam R. P. Nadarajah | A. R. L. Wijesekera V. Shanmuganadan   |
| Damendoppel  | Rita Bartholomeusz C. J. Fernando       | D. Smitha P. Doolwella                 |
| Mixed        | Raif Jansz Rita Bartholomeusz           | Peethamparam Sivalingam C. J. Fernando |